# Stalker (film, 2010)
Pour les articles homonymes, voir Stalker.
Pour plus de détails, voir Fiche technique et Distribution.
Stalker est un film britannique de Martin Kemp, sorti en 2010. Il s'agir d'un remake du film Exposé sorti en 1976.

## Fiche technique
- Titre original : Stalker
- Réalisation : Martin Kemp
- Scénario : Martin Kemp, Jonathan Sothcott, Phillip Barron et James Kenelm Clarke
- Pays d'origine : Royaume-Uni
- Genre : horreur
- Date de sortie : 2010

## Distribution
- Anna Brecon : Paula Martin
- Jane March : Linda
- Jennifer Matter : Sara Phillips
- Danny Young : Josh
- Billy Murray : Robert Gainor
- Triana Terry : Camille
- Nathan Benham : Petit-ami de Sara
- Linda Hayden : Mme Brown